# John Perry Barlow
Pour les articles homonymes, voir John Barlow et Barlow.
John Perry Barlow, né le 3 octobre 1947 dans un ranch près de Pinedale dans le Wyoming et mort le 7 février 2018 à San Francisco,, est un poète, essayiste, éleveur à la retraite, militant libertaire. Il fut également parolier des Grateful Dead, ainsi qu'un des membres fondateurs de Electronic Frontier Foundation et de Freedom of the Press Foundation.

## Biographie
John Perry Barlow grandît dans une famille de grands fermiers mormons du Wyoming. Durant  sa jeunesse hippie, John Perry Barlow a aussi été parolier du groupe de rock psychédélique Grateful Dead, qui comptait parmi ses fans Steve Jobs ou encore Marlon Brando. Il s'intéresse à l'informatique à partir des années 1980. Il justifie son attirance pour le domaine informatique en déclarant :  « Je me suis enthousiasmé pour les ordinateurs dans les années 1980 parce que je pensais qu'ils pouvaient devenir le substrat d'une nouvelle communauté à partir de la manière dont les Deadheads [les fans de Grateful Dead] les utilisaient. »
En 1990, John Perry Barlow est l'un des cofondateurs de l'Electronic Frontier Foundation  avec Mitch Kapor et John Gilmore.
Il est connu pour sa Déclaration d'indépendance du cyberespace, un texte écrit lors du forum de Davos de 1996, pour protester contre une loi de censure sur les télécoms que venait de signer le vice-président américain Al Gore. 
Après cette déclaration, John Perry Barlow devient un militant du mouvement d'une cyberculture libertaire, s'opposant aux tentatives de censure et de régulation d'Internet par les Etats.
Le 17 décembre 2012, il participe à la création de  Freedom of the Press Foundation, fondé par le lanceur d'alerte Daniel Ellsberg  une association de soutien et de financement d'actions d'intérêt public axées sur la liberté d'expression et la liberté de la presse.
En août 2013, John Perry Barlow est admis au temple de la renommée d'Internet, dans la catégorie des innovateurs.
Il meurt le 7 février 2018, à l’âge de 70 ans, à son domicile de San Francisco, en Californie.

#### Article
- Thierry Noisette, « Figure libertaire d'internet, John Perry Barlow est mort », L'Obs, 8 février 2018, [lire en ligne].